# Cycladenidool

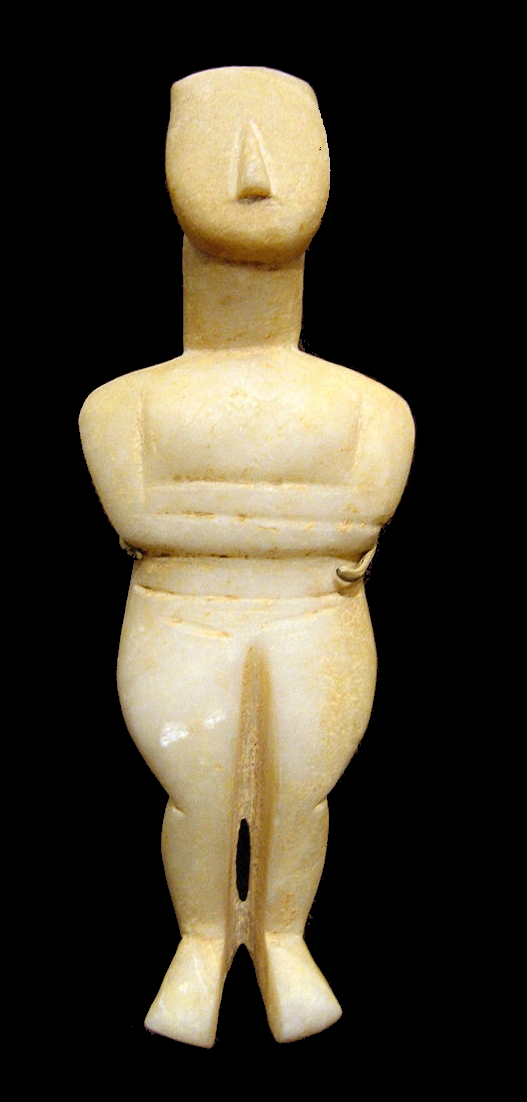
Cycladenidool van het vroege „Spedos-type“ (Goulandris Museum, Athene).

Cycladenidolen zijn de idolen, kleine godsbeeldjes met veelal vrouwelijke kenmerken (mogelijk een moedergodin) in de regel uit marmer), uit het Neolithicum en de Bronstijd. De beeldjes zijn kenmerkend zijn voor de Cycladische kunst vanaf 7000/5000 tot 1600 v.Chr.. De meest uitgesproken vormen worden gedateerd in de 3e eeuw v.Chr. Dit soort voorwerpen worden op meerdere plaatsen in de wereld gevonden, waaronder het Middellandse Zeegebied, voornamelijk op de Cycladen, maar ook op Kreta. Vergelijkbare figuurtjes van die ouderdom zijn eveneens op ruimere schaal aangetroffen op Cyprus, het Iberisch schiereiland, op Malta, of ouder in Klein-Azië, en rond de Indusvallei.
Zo'n 230 voorwerpen zijn in het Museum voor Cycladische Kunst in Athene samengebracht, ook het Archeologisch Museum in Iraklion op Kreta bezit een uitgebreide collectie. Het Duitse Badisches Landesmuseum in Karlsruhe toont eveneens een belangrijke collectie. Enkele Cycladenidolen bevinden zich ook in het Louvre te Parijs, in het British Museum in Londen en in diverse andere musea en privé-collecties.

## Ontwikkeling

### Voorgangers
De canonieke idolen van de vroege bronstijd van het Spedos-type en aanverwante vormen hebben nog in het Neolithicum twee zeer verschillende voorgangers (voor de periodisering, zie: Geschiedenis van de Cycladische beschaving).

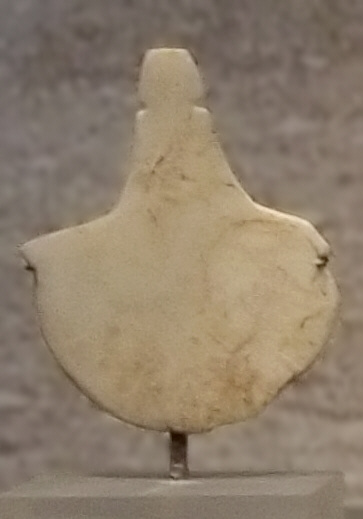
Een abstract neolithisch idool van het „schoudertype“, vermoedelijk van Anatolische herkomst (7,5 cm hoog; Badisches Landesmuseum, Karlsruhe).
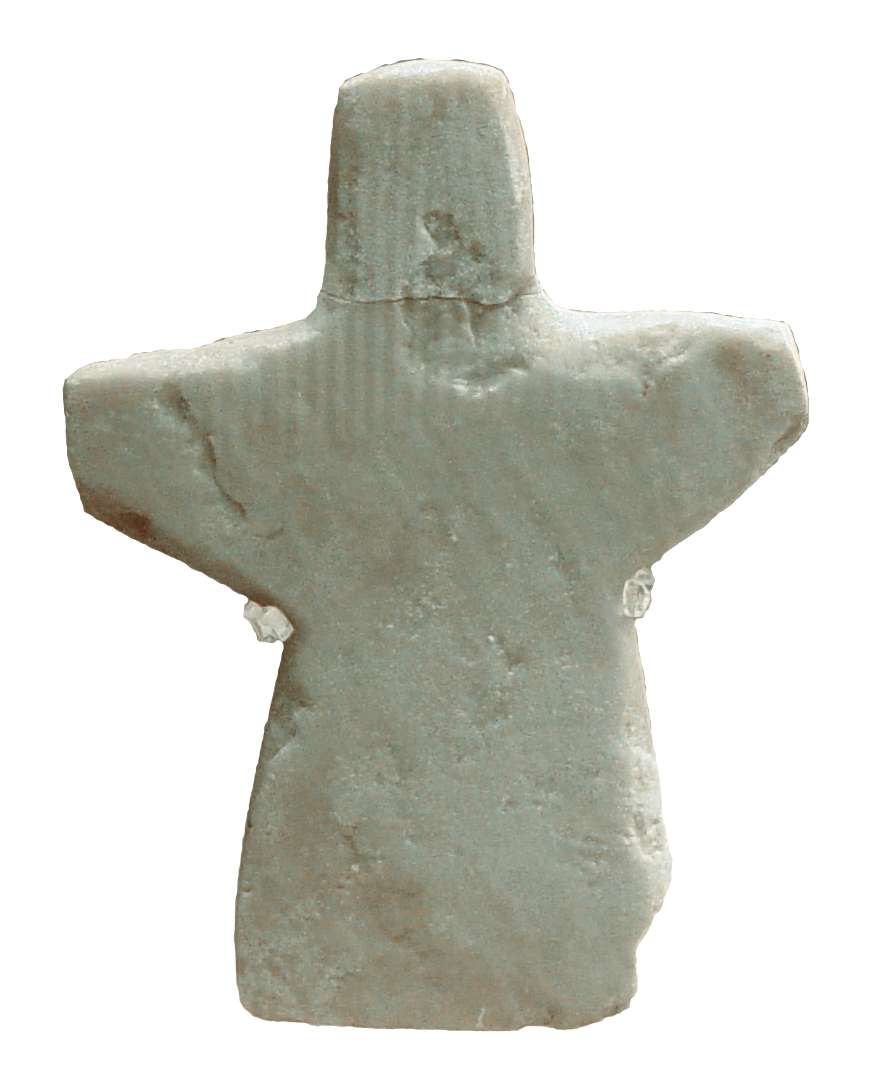
Een idool van het „viooltype“ uit Akrotiri op Santorini (Nieuw Archeologisch Museum, Thera).

Als een voorbeeld gelden kleine, abstracte figuren, waarvan de vorm slechts vaag doet denken aan die van mensen. Ze zijn meestal vijf tot tien centimeter groot en worden onderverdeeld in een schouder- en viooltype. Eerstgenoemde bestaat uit een gestileerde schouderpartij met een halsaanzet. Het viooltype daarentegen heeft meer weg van een vrouwelijke figuur, met halsaanzet en een door een taille gekenmerkt lichaam. In enkele gevallen zijn armen door inkepingen aangegeven. Ze zijn van marmer of keramisch materiaal gemaakt en zijn zowel op de Cycladen als op het Griekse en Klein-Aziatische vasteland teruggevonden. Jürgen Thimme meent dat ze gemaakt zijn uit gevonden stukken natuursteen, met name die welke te vinden zijn op het strand en die door de zee zijn afgeslepen. Wegens de vondst van Cycladenidolen samen met zeegerelateerde grafgiften ziet hij in deze figuren een zeegodheid, die hij met de "Grote Godin" gelijkstelt (zie: moederarchetype). Vondsten uit de jaren 90 van de 20e eeuw in Akrotiri op het eiland Santorini bevestigen deze these, daar bewerkte idolen van dit type samen met in het geheel niet-bewerkte natuurstenen van vergelijkbare vorm werden aangetroffen.
Een andere voorbeeld model zijn de Anatolische figuren van gezeten of gehurkte vrouwen met weelderige vormen, waarbij voor het eerst gekruiste armen opduiken die typisch zijn voor de latere Cycladenidolen. De weelderige vormen wijzen voor Thimme op een symbool van vruchtbaarheid, de houding op die van een vrouw bij de geboorte. Uit het feit dat ze als grafgiften werden meegegeven en uit de foetushouding van het lijk besluit hij dat het om een geloof in een cyclus gaat, waarbij de begrafenis een terugkeer is naar de schoot van een aarde- of moedergodin. De gekruiste armen zouden dan op een voedende en beschermde fase wijzen, waarin de hoogzwangere vrouw het kind nog niet kan loslaten en baren. Thimme ziet ook een parallel met de Herakles-legende, waarin Alkmene de held slechts kon baren, zodra de bij haar zittende Eileithyia en Moiren haar gekruiste armen van elkaar hadden gehaald.

### Canonieke idolen
In de Grotta-Pelos cultuur uit 3000 v.Chr. duiken voor het eerst directe voorlopers van de canonieke idolen op. Ze hebben reeds de schematische gezichten, waarin alleen de langwerpige neus uitsteekt, en hun benen zijn van elkaar gescheiden door een inkeping. De vondsten uit deze periode waren vaak bij de vervaardiging of kort daarna beschadigd en gerepareerd geworden, want de kunstenaars hebben echter nog niet voldoende ervaring om te weten welke vormen voldoende stabiel zijn. Men onderscheidt het Plastiras- en het Lourostype. Het tweede type is meer gestileerd, de lichaamsvormen komen over als uit het materiaal voortgekomen. Sommige exemplaren, die overgangsvormen naar de canonieke vorm zijn, worden als pre-canonieke idolen aangeduid.
Met de Keros-Syros cultuur uit de Vroeg Cycladisch II-periode (ongeveer 2500 v.Chr.) is de canonieke vorm bereikt. De meeste vondsten zijn uit deze periode afkomstig. De grootte van de idolen varieert van slechts een 10 cm tot een 50 cm. Uitzonderlijk groot zijn een figuur van 89 cm en een van 148 cm. Voorts zijn een aantal bijna-levensgrote hoofden gevonden, waarvan niet bekend of zij ooit onderdeel waren van een volledige mensenfiguur. De gemiddelde lengte ligt echter rond de 20 à 35 cm. Op basis van de vindplaatsen en de stilistische kenmerken kan men vier hoofdvormen onderscheiden, waarvan het Kapsalatype door Colin Renfrew als vroegste vorm, het Spedos- en Dokathismatatype als synchrone vormen en het Chalandrianitype als laatste vorm worden beschouwd. Rond diezelfde tijd kent men ook het aanzienlijk van de andere vormen verschillende Koumasatype, met platte, gesloten vormen, dat alleen op Kreta wordt teruggevonden.

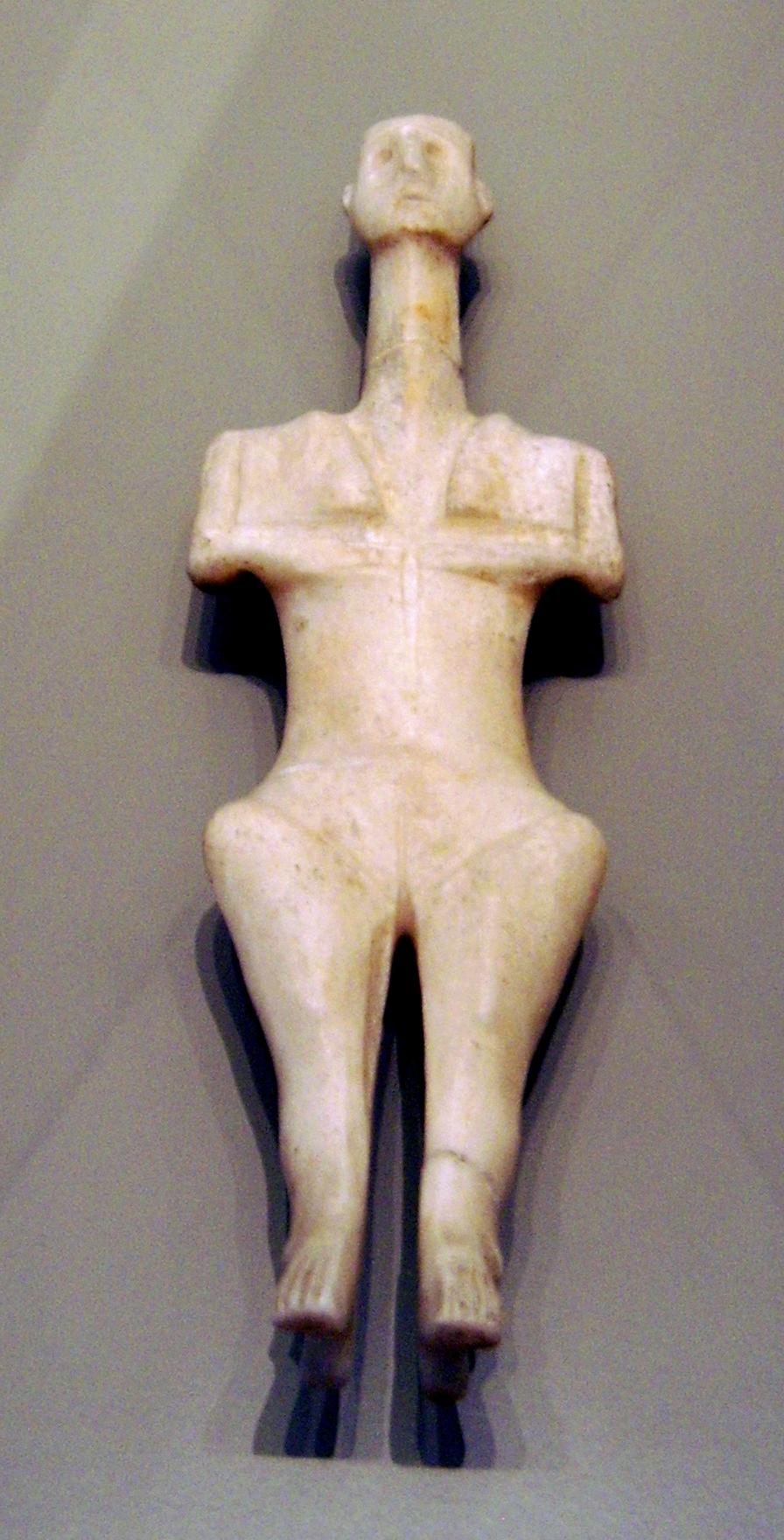
Idool van het „Plastirastype“ van het eiland Delos? (Altes Museum, Berlijn).
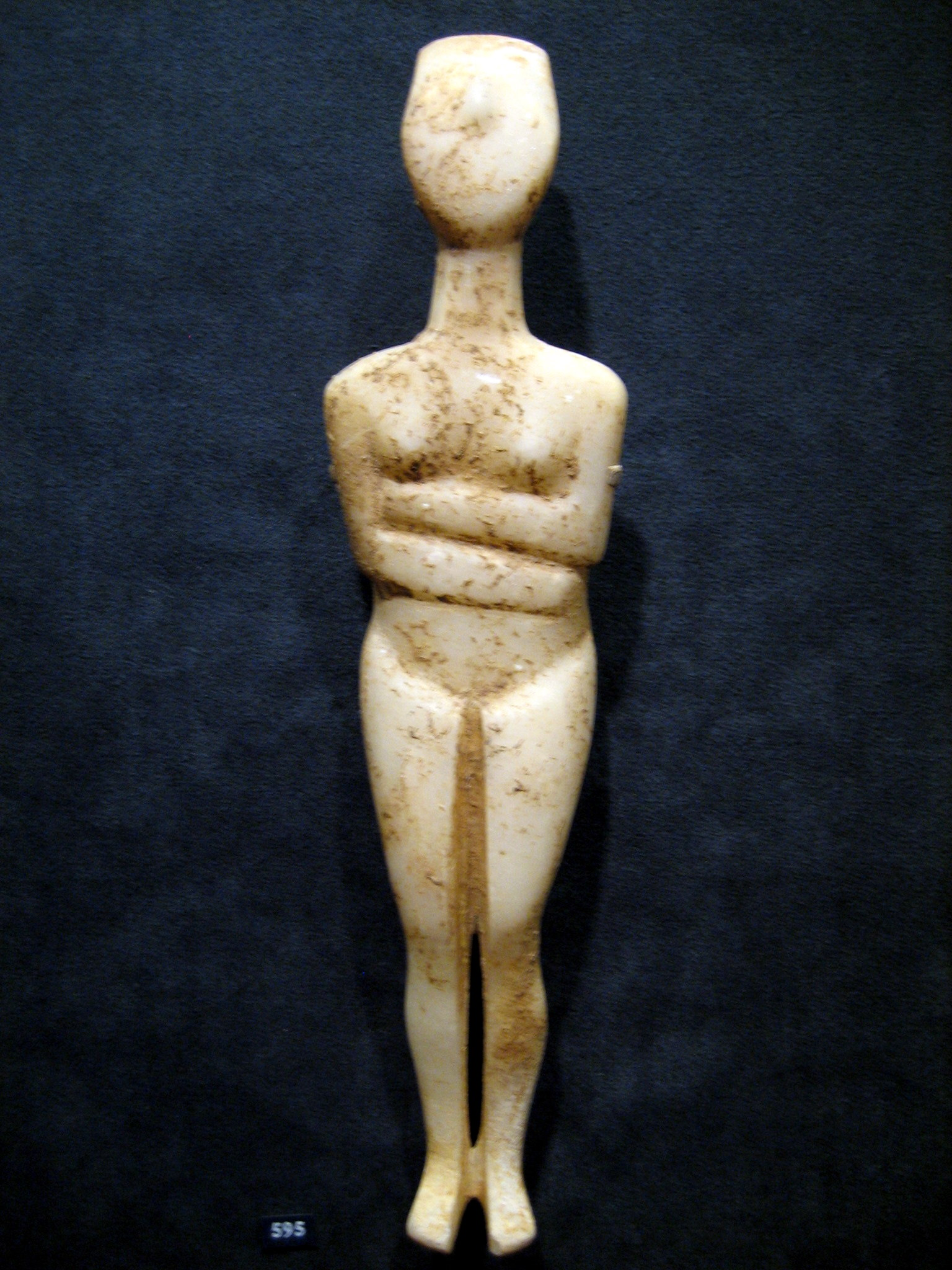
Canoniek Cycladenidool van het „Kapsalatype“ van het eiland Paros? (22 cm hoog; Goulandris Museum, Athene).
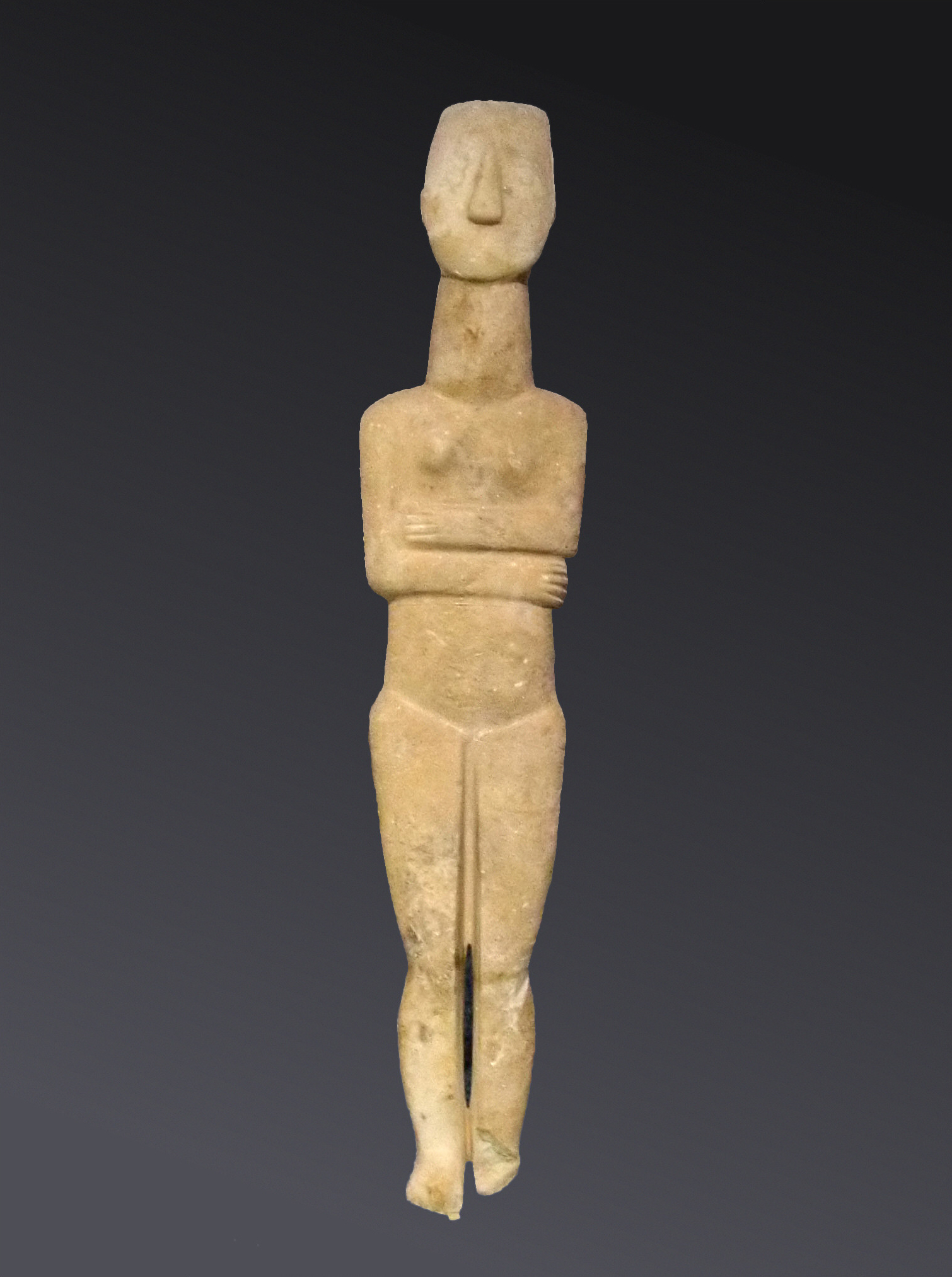
Idool van het centrale „Spedostype“ (89 cm groot; Badisches Landesmuseum, Karlsruhe).
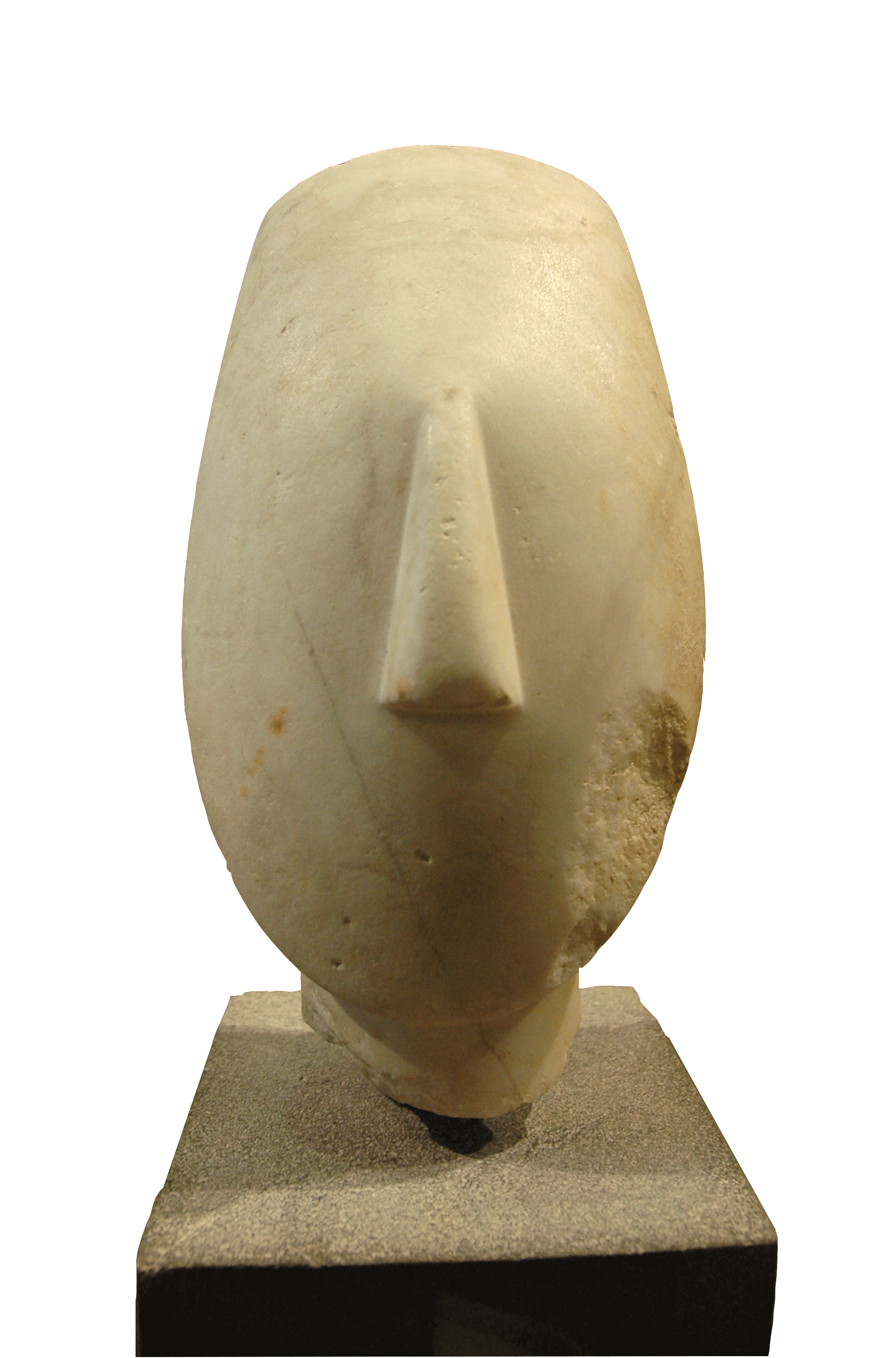
Kop van een haast levensgroot idool van het „Spedostype“ (27 cm hoog; Louvre, Parijs).
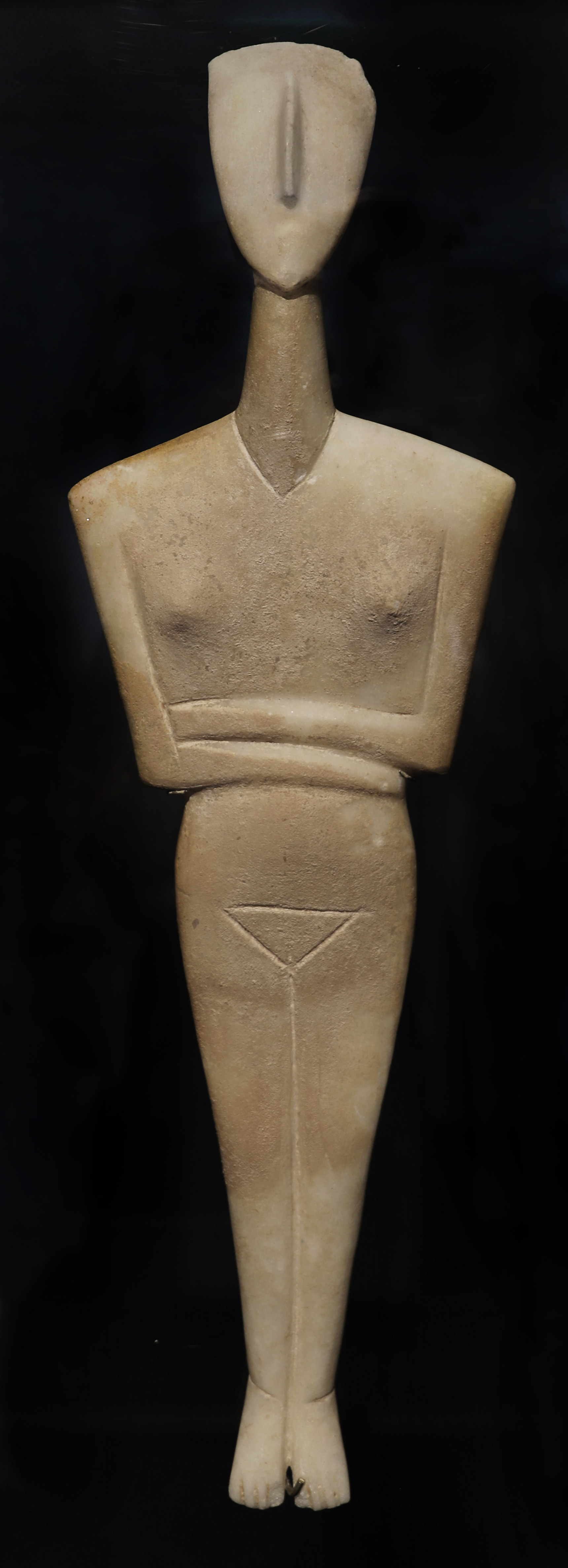
Canoniek idool van het „Dokathismatatype“ van Naxos? (ca. 35 cm hoog; Goulandris Museum, Athene).
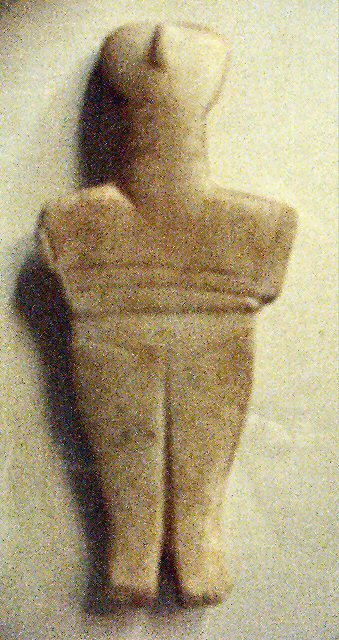
Idool van het Kretenzische „Koumasatype“ (Archeologisch Museum, Iraklion).
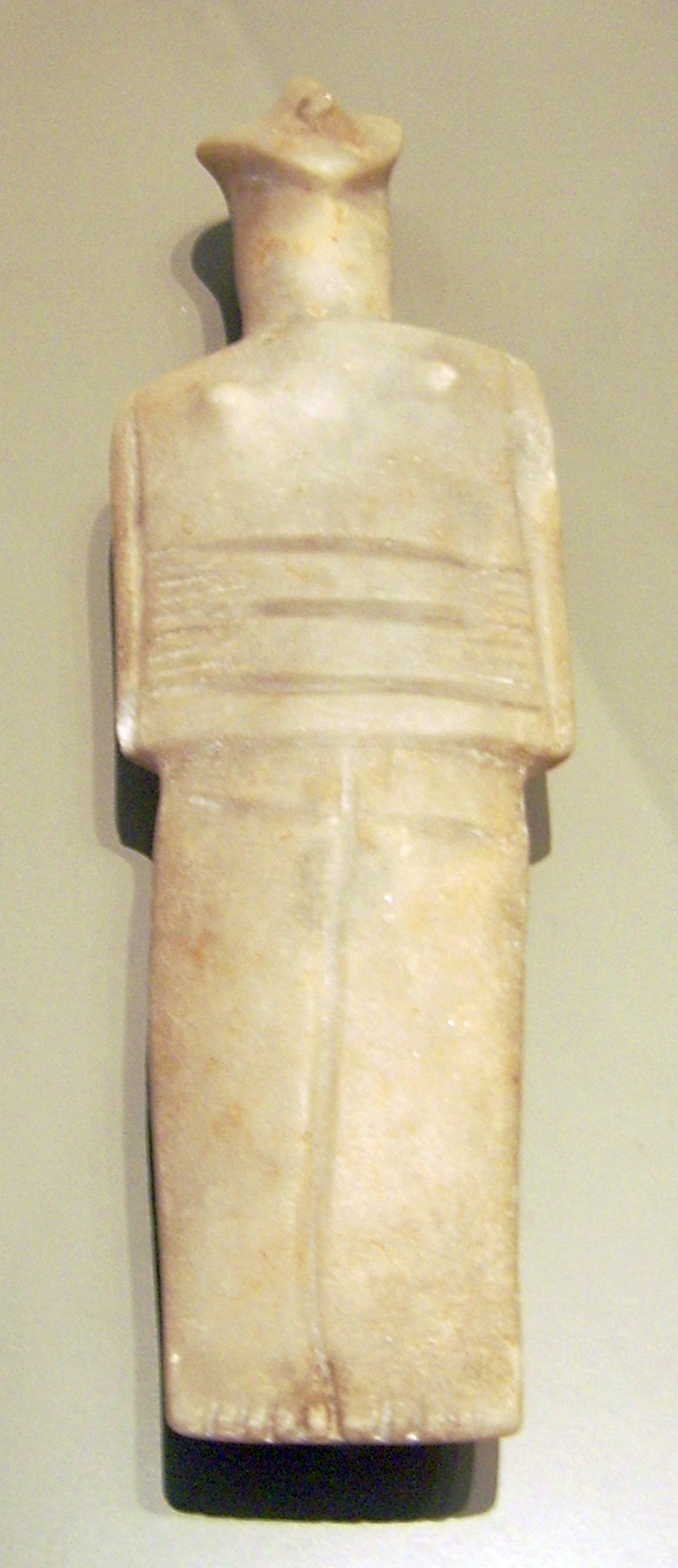
Post-canoniek idool gevonden op Seriphos (Altes Museum, Berlijn).
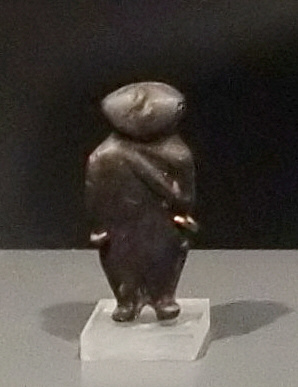
Post-canoniek idool uit zwarte steen, mogelijk Anatolisch met Cycladische invloeden (4,8 cm hoog; Badisches Landesmuseum, Karlsruhe).

De idolen van het Kapsala-type zijn aan alle delen rond plastisch gevormd, de kop is vrij mollig, de borsten zijn duidelijk en ver uit elkaar staand. De schouders zijn rond en slechts een weinig breder dan de heupen. Door de licht aangegeven kniegewrichten zijn de figuren eenduidig als liggend voorgesteld. Geen enkel idool van dit type heeft een ingekerfde schaamdriehoek.
Het meest voorkomende type onder de vondsten zijn deze van het Spedos-type. Dit wordt gekenmerkt door ronde vormen met een dikke kop. De wangen zijn het breedste deel, terwijl de schedel vaak de indruk wekt horizontaal te zijn afgesneden. De rechte schouders en smalle taille zorgen voor een trapeziumvormige bovenlichaam. De bovenbenen zijn dan weer breder dan de taille. Slechts bij een weinig grote figuren van dit type is een schaamdriehoek aangebracht. Relatief vaak komen voorstellingen van zwangere vrouwen van dit type voor.
Het contemporaine Dokathismata-type kenmerkt zich door een elegante combinatie van geometrische en gewelfde vormen. Hoewel het bovenlichaam hier als met een liniaal lijkt te zijn ontworpen, zijn nek en hoofd langgerekt en het hoofd loopt naar boven uit elkaar. De borsten zijn klein en staan ver uit elkaar, bijna alle figuren van dit type hebben ingegrifte schaamdriehoeken.
Het latere Chalandriani-type wordt gekenmerkt door harde geometrische vormen. De borst is bijna vierkant, terwijl de schouders zeer rechte zijn en het breedste onderdeel van de figuur vormen. De schouders vormen met de smalle voeten een driehoek.Ook het sterk gestileerde hoofd is driehoekig.
De beeldjes van het Kretenzische Koumasa-type zijn klein en hebben een geometrische schema en een vlak oppervlak. Hierdoor komen zij als zeer gestileerd over. Zij worden beschouwd als Minoïsche imitaties van Cycladenidolen; op grond van een grote gelijkenis met het Dokathismata- en het Chalandriani-type wordt een eerder late ontstaansperiode aangenomen.

### Post-canonieke idolen
Met de Kastricultuur aan het eind van Vroeg-Cycladisch-II en het begin van Vroeg-Cycladisch III rond 2200 v.Chr. verdwijnen de strenge vormen van canonieke tijd. De armhouding wordt gevarieerder, waarbij soms een arm diagonaal over het bovenlijf ligt, terwijl de andere horizontaal ligt. Ook zijn de armen soms niet meer gekruist, maar raken de handen elkaar zoals in sommige pre-canonieke stijlen voor de borst aan. Ook de gebruikte materialen worden diverser. Naast marmer en een zwarte (natuur)steen zijn uit deze periode ook de eerste twee figuren van metaal, hier uit lood), bekend.

### Bijzondere vormen

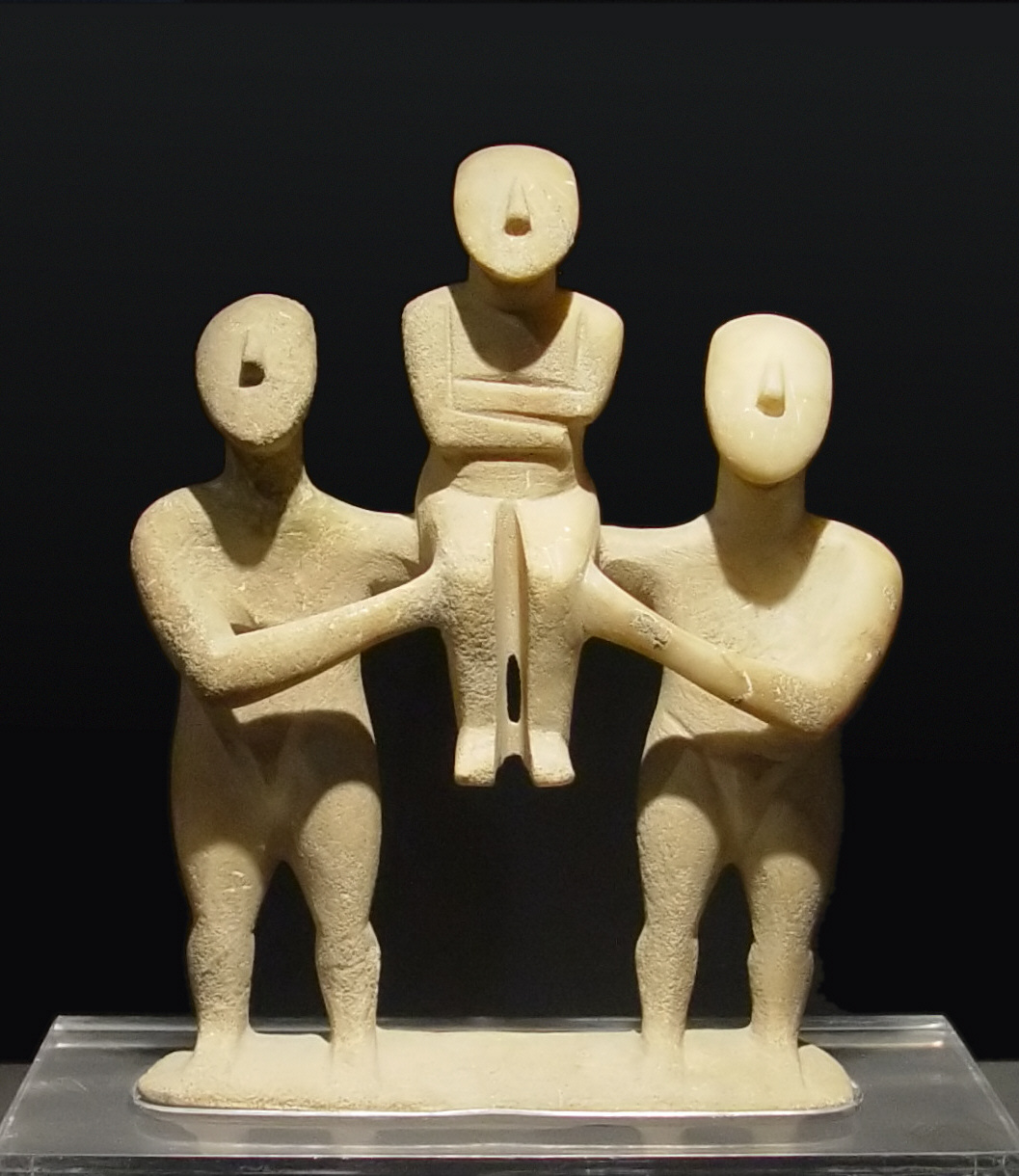
Figurengroep (19 cm hoog; Badisches Landesmuseum, Karlsruhe).
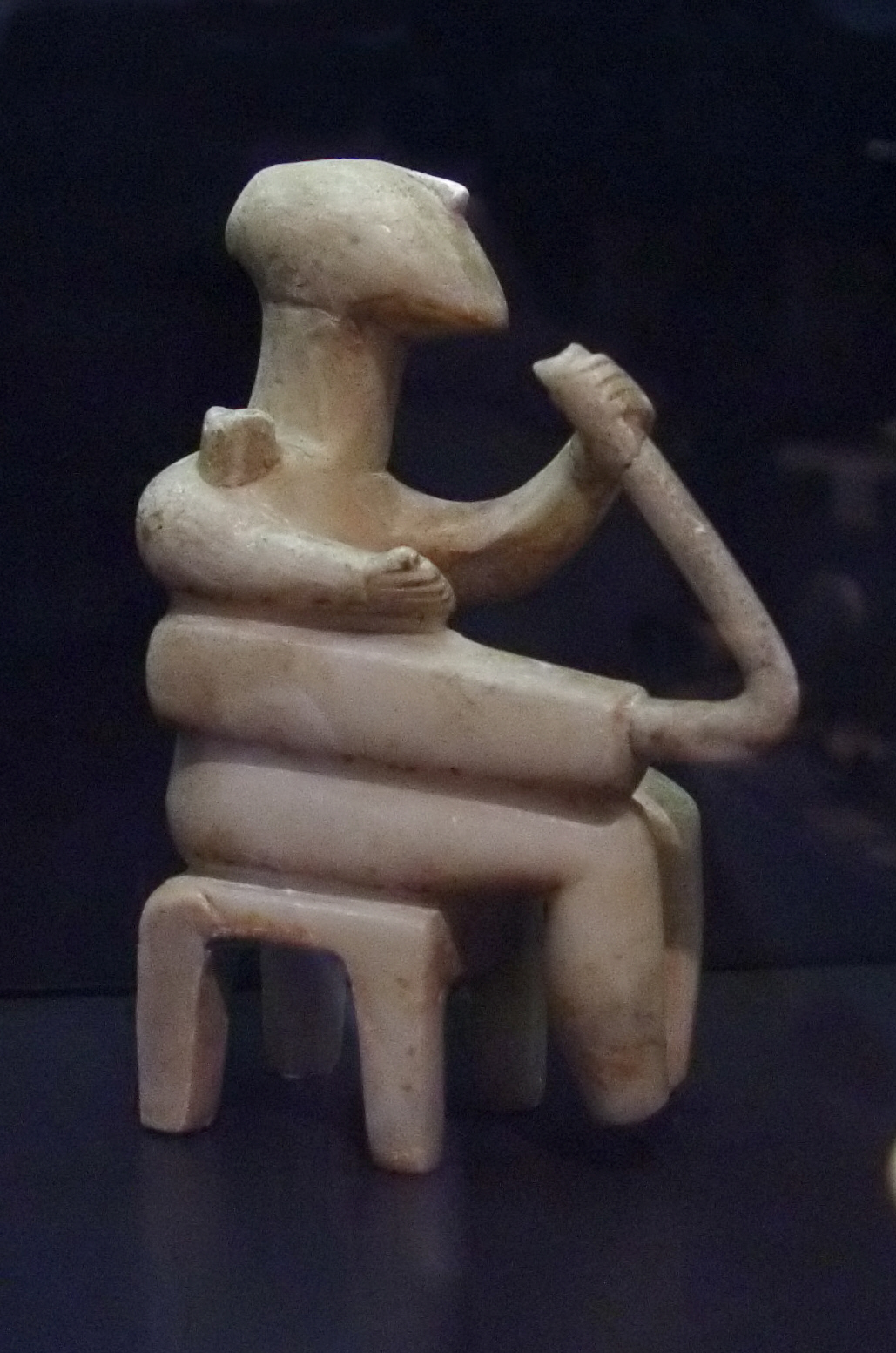
Harpspeler gevonden op Santorini (13,5 cm hoog; Badisches Landesmuseum, Karlsruhe).
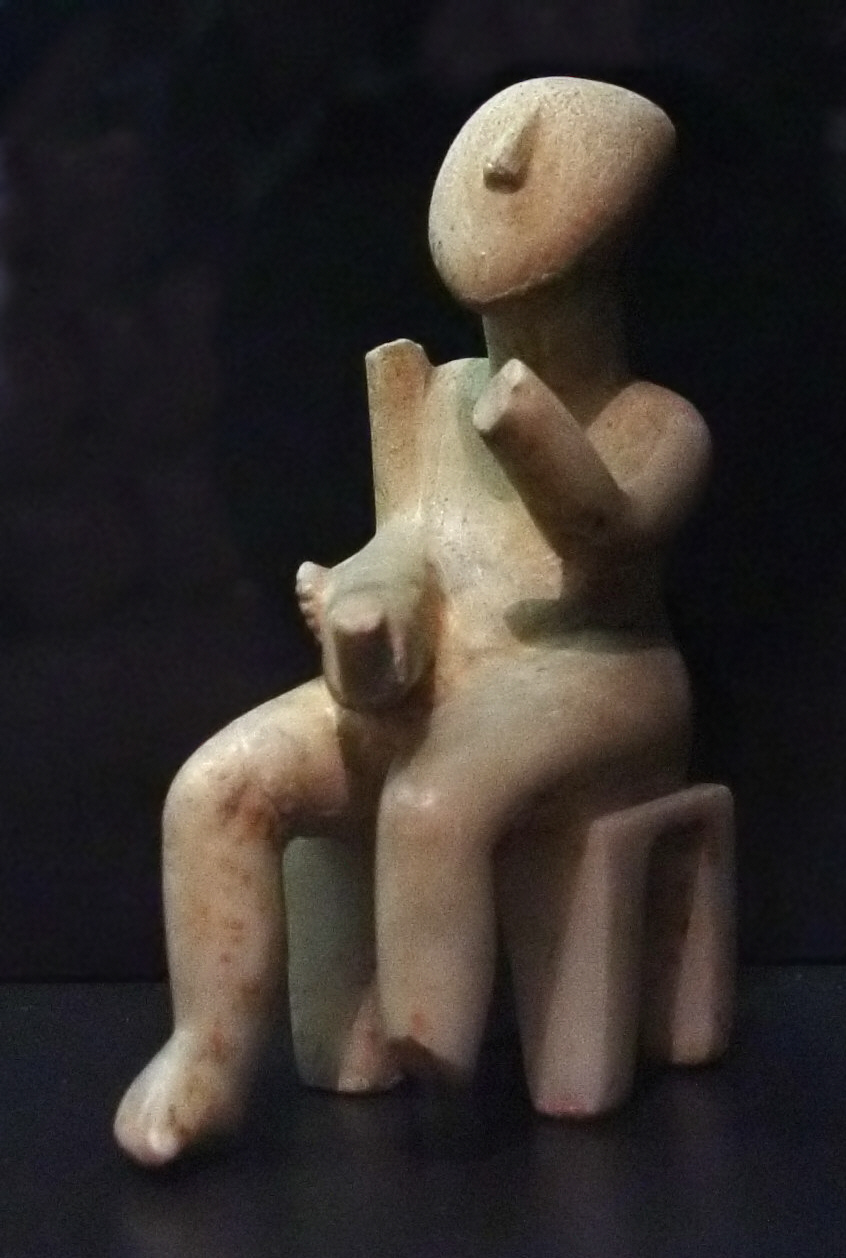
Harpspeler gevonden op Santorini (15,6 cm hoog; Badisches Landesmuseum, Karlsruhe).
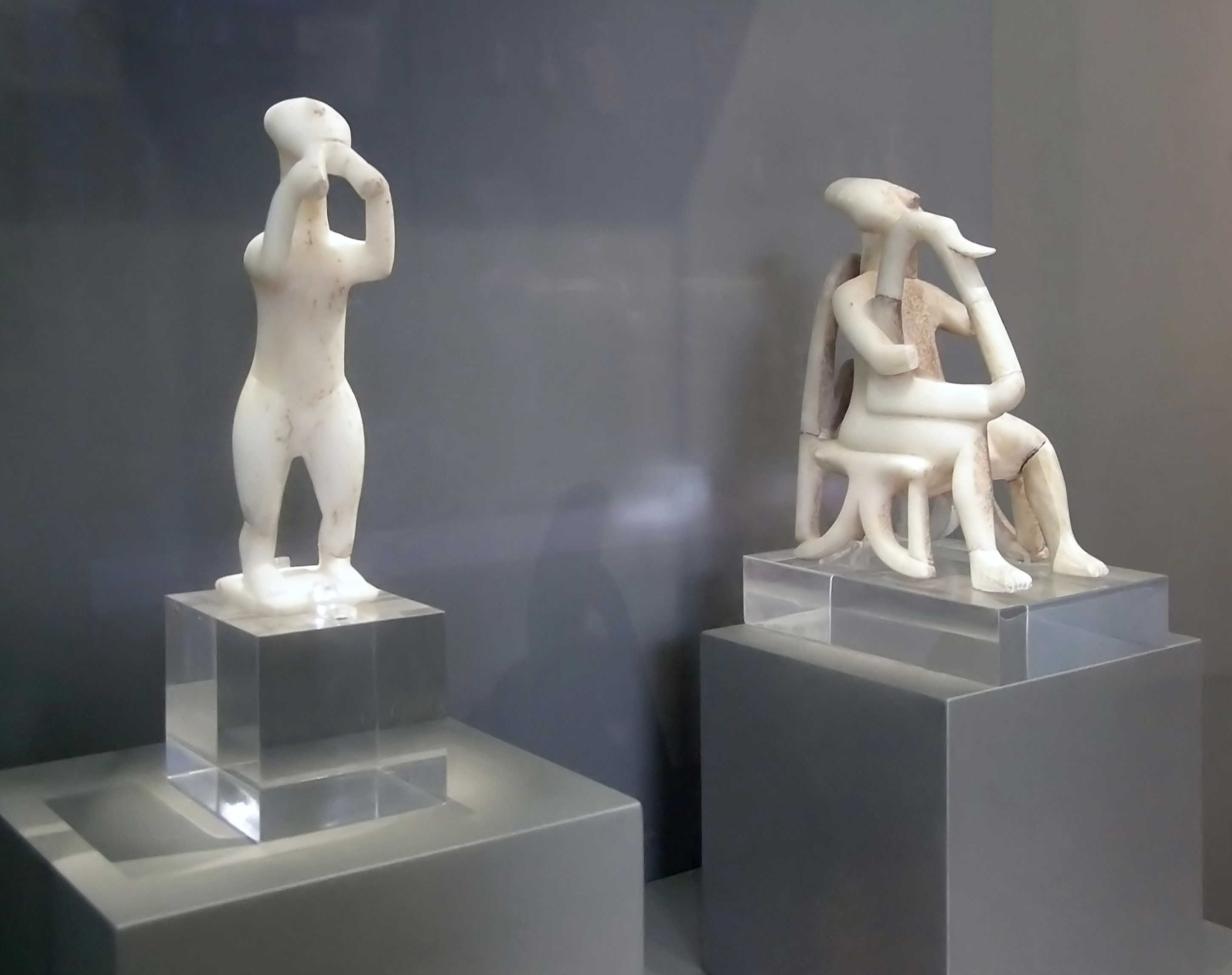
Fluitspeler, op de achtergrond een harpspeler (Nationaal Archeologisch Museum van Athene).

Slechts weinig Cycladenidolen wijken af van het gebruikelijke model van slechts staande of liggende vrouwelijke figuren. Een aantal figuren zijn mannelijk. Het artistieke hoogtepunt van de Cycladenidolen, zijn de uitzonderlijk voorkomende figurengroepen of idolen die figuren voorstellen die een bijzondere activiteit (bijvoorbeeld harp spelen) uitoefenen. Zij worden allen tot de canonieke periode en het Spedos-type gerekend.

## Receptie
De eerste Cycladenidolen werden reeds omstreeks de eeuwwende van de 18e en 19e eeuw gevonden. Slechts weinige van dezen konden naar waarde worden geschat door de toenmalige kunstwereld. De beide hierboven afgebeelde harpspelers van het eiland Santorini vonden reeds in 1853 hun weg naar de verzameling van de groothertog van Baden, Frederik I, de traditionele figuren golden toentertijd echter nog als "onbeholpen eerstelingen van de rondsculptuur in steen". Een andere oordeel luidde: "we willen hier niet die kleine [...] gedrochten uit marmersplinters aanvoeren, die in verscheidene oorden, namelijk op de eilanden gevonden geworden zijn, [...]"
Dit veranderde pas met de opkomst van de abstracte kunst in de 20e eeuw. De Cycladenidolen werden herontdekt: "technisch en stilistisch verrassen de Cycladische werken door de keuze van kostbare materialen en de zekerheid van haar bewerking, de geraffineerde en meesterlijke indeling van de ruimtelijke structuur"
alsook "eminente plastische karakter".
Kunstenaars, die zich tot de modernen rekenden, namen de prehistorische beeldspraak over en schiepen werken in de traditie van de Cycladenidolen. Hans Arp reisde naar Griekenland en bestudeerde de Cycladische cultuur ter plaatse. Ook Constantin Brâncuşi liet zich voor zijn plastieken inspireren door de herontdekte voorbeelden.
Sinds de jaren '60 van de 20e eeuw was de waardering voor de Cycladenidolen zo toegenomen dat op de internationale kunstmarkten namaak opdook. Bovendien vonden op alle eilanden vele roofopgravingen plaats. De markt stort na de eerste ontdekking van vervalsingen in elkaar, en ook de illegale opgravingen hielden in de nasleep hiervan op.

## Cycladenidolen in de Balkan
Archeologe Marija Gimbutas vond dergelijke beeldjes in de Balkan, namelijk in Krasau in Bulgarije. Ze dateren daar van het 5e millennium v.Chr. en worden stiff nudes genoemd. Gimbutas vond in de Donaustreek bronnen en putten waar dergelijke beeldjes waren in terechtgekomen. De idee werd geopperd dat het offeranden zouden zijn. Ook in de Joegoslavische Vinčacultuur en langs het hele Middellandse Zeebekken werden ze aangetroffen.
Tegelijkertijd bereikt het wetenschappelijke onderzoek van de figuren een hoogtepunt. Toonaangevend was de in 1976 gehouden tentoonstelling Kunst und Kultur der Kykladeninseln im 3. Jahrtausend vor Christus im Badischen Landesmuseum in Karlsruhe. Ter voorbereiding van de tentoonstelling werden diverse publicaties uit verscheidene wetenschappelijke disciplines, van archeologie over kunstgeschiedenis tot geologie en geografie, verzameld voor de catalogus. Met uitzondering van de Griekse collecties, stelden bijna alle grote musea ter wereld en een groot aantal particuliere verzamelaars hun stukken ter beschikking voor deze tentoonstelling, die in haar opzet uniek blijft. De catalogus bevat een lijst van 581 tentoonstellingsstukken en is anno 2008 nog steeds het beste overzicht van Griekse kunst in de Bronstijd.

## Vindplaatsen

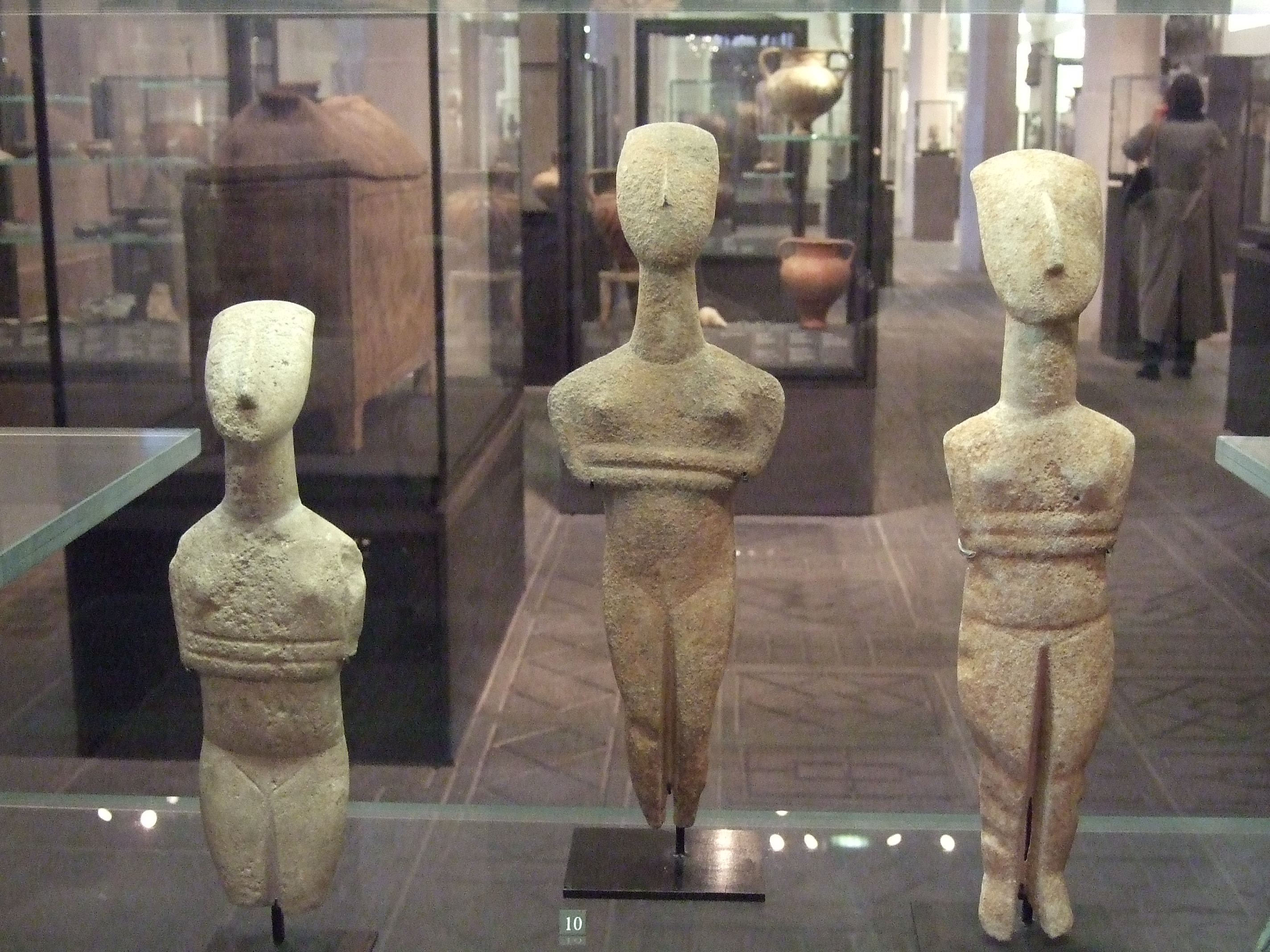
Cycladenidolen van het Spedos-type (Louvre, Parijs).

- Saliagos tussen Paros en Antiparos
- Grotta-Peloscultuur op Naxos
- Akrotiri op Santorini